# Aghsu (distriktshuvudort)
Aghsu (ryska: Ахсу) är en distriktshuvudort i Azerbajdzjan.   Den ligger i distriktet Ağsu Rayonu, i den centrala delen av landet, 130 kilometer väster om huvudstaden Baku. Aghsu ligger 179 meter över havet och antalet invånare är 17 209.
Terrängen runt Aghsu är kuperad norrut, men söderut är den platt. Aghsu är det största samhället i trakten.
Trakten runt Aghsu består till största delen av jordbruksmark. Runt Aghsu är det ganska tätbefolkat, med 60 invånare per kvadratkilometer.